# Jamieson Place
El Jamieson Place es un edificio de oficinas de 82.000 m² en el centro de Calgary, la mayor ciudad de la provincia canadiense de Alberta. En el momento de su finalización en 2009, Jamiseson Place de 173 m era la tercera torre de oficinas más alta de Calgary.
El jardín de invierno del edificio alberga tres candelabros de cristal colgantes del artista Dale Chihuly.

## Historia
Bentall Capital, en nombre del propietario de la propiedad, British Columbia Investment Management Corporation, encargó a Gibbs Gage Architects que diseñara una estructura en la esquina de 2nd Street y 4th Avenue SW. El diseño propuesto de 38 pisos se inspiró en Frank Lloyd Wright y el paisaje vernáculo de las praderas canadienses, con dos agujas verticales iluminadas que coronan el edificio a 173 m. 
El inicio del proyecto de 295 millones de dólares (equivalente a 359 millones en 2018) se produjo en enero de 2007 y la construcción se completó en diciembre de 2009. Después de la construcción, Jamieson Place obtuvo el estatus BOMA Platinum y el estatus LEED Gold.
Jamieson Place recibió su nombre en honor a Alice Jamieson, una residente de Calgary que en 1914 se convirtió en la primera mujer nombrada para el poder judicial en el Imperio británico.
A partir de 2020, Skyscraper Center, un proyecto del Council on Tall Buildings and Urban Habitat enumera Jamieson Place como el duodécimo edificio más alto de Calgary y el 64° más alto en Canadá.